# Francisco Rabat
Francisco García Rabat (19 giugno 1934 – 19 luglio 2008) è stato un cestista e politico filippino.

## Carriera
Con le Filippine ha disputato i Campionati del mondo del 1954, vincendo la medaglia di bronzo, e i Campionati del mondo del 1959.